# Atari Teenage Riot
Atari Teenage Riot (ATR) ist eine aus Berlin stammende Band.
Atari Teenage Riot kombiniert anarchistische Botschaften mit Cyberpunk-Themen in ihren Texten. Sie gelten als Erfinder des Musikgenres Digital Hardcore, einer Mischung aus Techno, Hardcore Punk, Industrial, Noise, Metal und Breakbeat, die vorwiegend mit digitaler Musiktechnologie produziert wird. Atari Teenage Riot erschaffen ihre Songs ausschließlich auf einem Atari-ST-Computer, da nach Ansicht der Band Fortschritte im Bereich von Musik und Kunst nicht von Fortschritten der Computertechnologie abhängig seien.

## Geschichte
Das Projekt wurde 1992 in Berlin von Alec Empire, Hanin Elias und Carl Crack gegründet. Später kam die klassisch ausgebildete Soundscape-Künstlerin Nic Endo hinzu. Allerdings waren regelmäßig noch weitere Musiker bei Tourneen und Studioaufnahmen beteiligt, so dass eine feste Besetzung nie wirklich auszumachen war.
Das erste Konzert von Atari Teenage Riot fand im Frühling 1992 in Berlin statt, als die Gruppe bei The Disposable Heroes of Hiphoprisy im Vorprogramm auftrat. Kurz darauf unterzeichneten sie einen Vertrag bei dem Indie-Musiklabel Force Inc. Music Works und nach der ersten Veröffentlichung Hetzjagd auf Nazis (Hunt Down the Nazis) beim englischen Phonogram-Label in England. Im Jahr 1993 erschienen die Singles „Atari Teenage Riot“ und „Kids Are United“ und man arbeitete an den Aufnahmen zum ersten Album „Delete Yourself“. Die Band tourte England und trat bei der Popkomm mit The Prodigy und Moby auf.
Ende 1993 kam es aufgrund Unstimmigkeiten über die Vermarktung der Band zur Trennung mit Phonogram UK. Daraufhin gründete ATR im Frühjahr 1994 das eigene Plattenlabel Digital Hardcore Recordings.
Bald wurde der britische Radio-DJ John Peel auf die Band aufmerksam und lud sie zu einer seinen bekannten Peel Sessions zum BBC ein. 1996 unterschrieb die Band einen Vertrag bei Grand Royal, dem Label der Beastie Boys und erreichte mit dem Album Burn, Berlin, Burn! in den USA Gold-Status. Sie tourten mit Rage Against the Machine, Beck, Jon Spencer Blues Explosion, Wu-Tang Clan, Ministry und Moby. Im gleichen Jahr kam es auch zu einer Kollaboration mit der Band Slayer für den Song No Remorse, der im Soundtrack des Films Spawn zu hören war. In den Jahren 1997 und 1999 waren sie unter anderem Headliner des Fuji Rock Festivals in Japan.
1999 spielte Atari Teenage Riot auf einem Lastwagen anlässlich der 1.-Mai-Demonstrationen in Berlin, die gegen die Beteiligung Deutscher Soldaten bei der NATO-Militärintervention in der Bundesrepublik Jugoslawien aufrief. Während des Konzertes kam es rund um den Lautsprecherwagen zu Ausschreitungen, die Band spielte jedoch weiter, bis sie von der Polizei abgeführt wurde. Es kam nicht zur Anklage, da keine Straftat der Musiker vorlag. Die Videomitschnitte wurden als Beweismaterial in Gerichtsverfahren gegen einzelne Polizeibeamte zugelassen, die unverhältnismäßig hart gegen einige Demonstranten bei der Demonstration vorgegangen waren.
Im Jahr 2000 pausierten Atari Teenage Riot vorerst nach einer langen Tour mit der Band Nine Inch Nails. Die Live-Aufführung der Single „Rage“ in der Fernsehsendung „U3000“ von Christoph Schlingensief bei MTV gilt als letzter öffentlicher Auftritt der Gruppe, so wie sie in den 1990er Jahren zu sehen war. Nachdem sich im September 2001 Carl Crack das Leben nahm, schien die Zukunft der Gruppe ungewiss. Die Mitglieder gingen vorerst getrennte Wege.
Am 28. März 2002 wurde das Album Future of War aufgrund des Booklets in Deutschland indiziert.
2006 war der Song „Speed“ in dem Film The Fast and the Furious Tokyo Drift zu hören. Auf Spotify ist der Song von 1994 mit über 5 Millionen Abrufen (Stand 2022) des beliebteste Stück der Band.
Anfang 2010 kündigten Atari Teenage Riot eine Reunion Show in London und eine neue Single, Activate, an. Als neues Mitglied kam MC CX Kidtronik dazu. Damit ist Atari Teenage Riot wieder ein Trio. Den Gesang hat Nic Endo übernommen. In dieser Formation waren ATR im Jahr 2010 auf einer Tour durch u. a. Deutschland, Taiwan, Japan und die USA zu sehen und zu hören. Im Sommer unterzeichneten sie einen Vertrag mit Steve Aokis Dim Mak für die USA und Kanada.
Im Juni 2011 erschien, nach zwölf Jahren, das Studioalbum Is this Hyperreal?. Atari Teenage Riot tourte darauf noch einmal durch die USA, Europa und Japan und spielte neue Länder wie zum Beispiel Russland, Kolumbien, Chile, Argentinien, und viele mehr. Bei ihrem ausverkauften Konzert in Tokyo, Japan im November 2011, wurde das Live-Album „Riot In Japan“ aufgenommen, welches kurz darauf in Japan veröffentlicht wurde und im Februar 2012 auch international auf den Markt kam.
Seit Februar 2012 ist ein neues Mitglied dazu gekommen: Der in London lebende Rapper Rowdy Superstar. In dieser Besetzung spielten ATR auch bei dem Musikfestival Coachella in Kalifornien.
Atari Teenage Riot schrieben die Musik für die Videopräsentation zur Eröffnung des 30c3 Kongress des Chaos Computer Club im Jahr 2013. In dem Film wurde die 30-jährige Geschichte der Hacker und deren Computertechnologie dargestellt.
Am 26. März 2014 erschien das fünfte Studioalbum Reset vorerst nur in Japan, wo es sofort auf Nummer 1 der „Foreign Album Indie Charts“ einstieg. In Europa erschien es Anfang Februar 2015.

## Weltanschauung

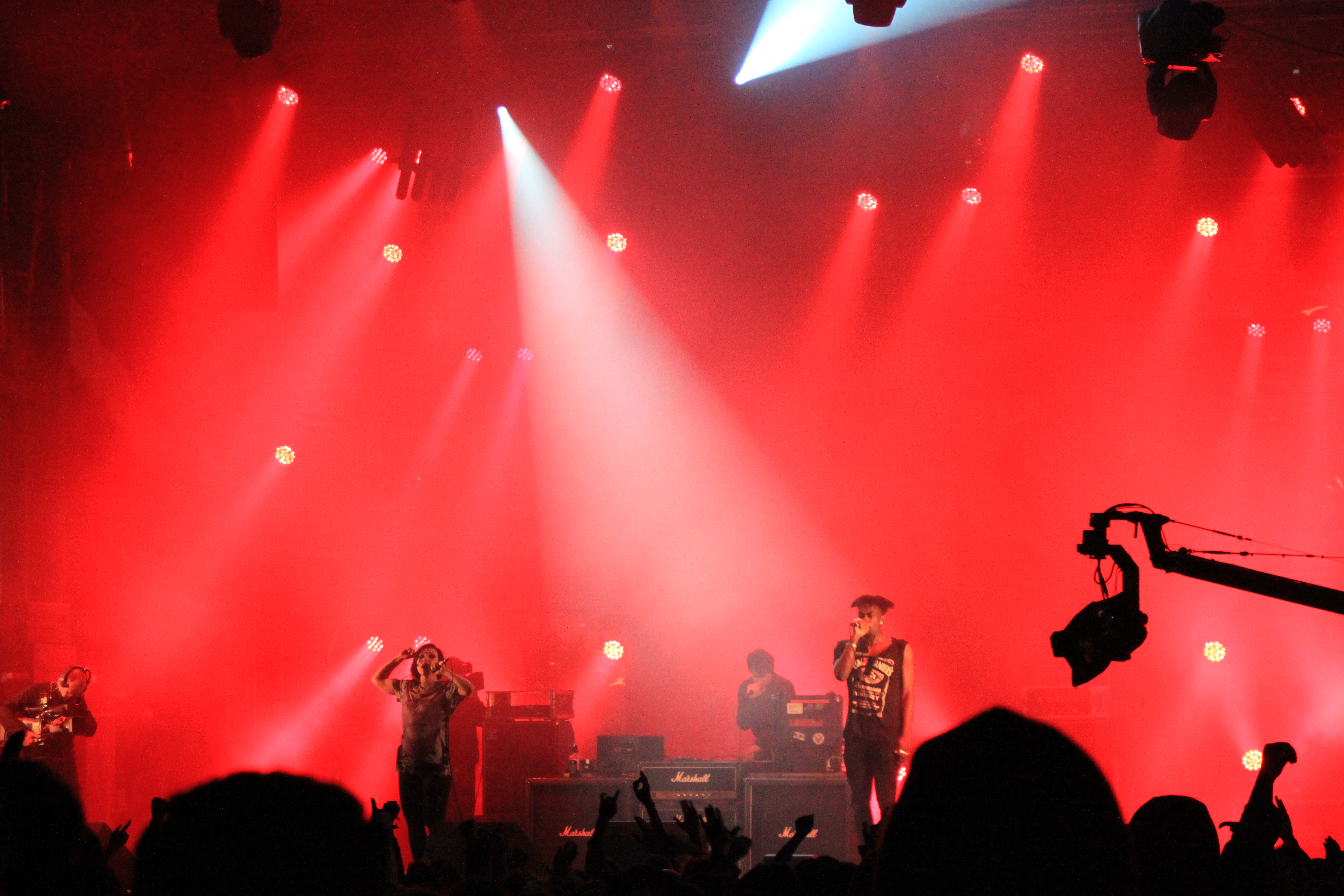
A.T.R. auf dem Hellfest 2013

Atari Teenage Riot beschreibt sich grundsätzlich als 'anarchistisch libertär'. In den Texten geht es oft um die Gefahr, die von Nationalismus ausgeht, der Rassismus zur Folge hat. In Titeln wie 'Deutschland (Has Gotta Die!)' oder 'Black Flags' wird die Aufteilung der Welt in Nationalstaaten in Frage gestellt und kritisiert.
Alec Empire beschreibt in einigen Interviews, dass die Vergangenheit der Deutschen Demokratischen Republik und der dazugehörige Überwachungsstaat auf einen zu 'mächtigen' Staat zurückführen sei.
Die klare antifaschistische Positionierung der Band wird besonders in dem Song Hetzjagd auf Nazis deutlich. Darin hört man eine Stimme eines Hörspielerzählers, der sagt: „Der 9. Schuss ging sauber durch die Stirn“, welches oft als Aufruf zur Ermordung von Neonazis interpretiert wurde. Weitere Textzeilen sind im ansonsten instrumentalen Stück nicht vorhanden.
Das Thema Korruption taucht immer wieder in verschiedenen Zusammenhängen auf. Das Album The Future of War beschreibt Verstrickungen zwischen Politikern und der Rüstungsindustrie und nahm den Irakkrieg im Jahr 1991 als Inspiration, etwa in den Songs Future of War, Get Up While You Can und Redefine The Enemy.
Jedes Album der Gruppe hat ein Thema als Leitfaden. Immer wieder beschreibt die Gruppe ihre Musik als „Riot Sounds“ und zitiert mit „Riotsounds Produce Riots“ William S. Burroughs, der in seinem Text die Theorie aufstellt, dass man mit dem lauten Abspielen von Klängen eines Aufstands in der Öffentlichkeit auch einen Aufstand herbeirufen könne, da sich die Hörer dementsprechend verhalten.
Aus dieser Theorie leitet Alec Empire die Kompositionsmethode „Music as a weapon“ (auf Deutsch: „Musik als Waffe“) ab und kritisiert somit die Gewaltbereitschaft extremer politischer Aktivisten, bezieht allerdings auch den Staat mit ein. In seinem Artikel über die Krawalle in London im Sommer 2011 schrieb er für das englische Musikmagazin „Louder Than War“: „Violence is always the result of people failing. Failing to communicate, failing to take responsibilities, failing to solve problems. Always.“ (Übersetzung: „Gewalt ist immer das Ergebnis menschlichen Versagens. Das Versagen zu kommunizieren, das Versagen, Verantwortung zu übernehmen, das Versagen, Probleme zu lösen. Immer.“)
Bereits 1993 sang Rapper Carl Crack in dem Titel Kids Are United (eine Adaption des Songs If The Kids Are United der englischen Band Sham 69 mit geändertem Text)
"You know that violence is a disease
It's going to be a part of our lives and our future if we don't do something against it!
But if we put our energies together it could be a very powerful era!"
(Übersetzung: „Du weißt, dass Gewalt eine Krankheit ist. Sie wird Teil unseres Lebens und unserer Zukunft, wenn wir nichts dagegen tun! Aber wenn wir unsere Energien zusammenführen, dann könnte dies eine sehr kraftvolle Ära werden!“)
Eine wichtige Textzeile in diesem Zusammenhang ist aus dem Musikstück The Slight Glimmer of Hope hervorzuheben.
Dort werden die Regierungen gefragt:„How much blood will it take? How many bullets will it take?“ In einem Interview mit dem englischen politischen Magazin „The New Significance“ bezieht sich Alec Empire damit auf die präzisen Berechnungen der US-Armee, bevor sie 2003 in den Irak einmarschierte.
Der Begriff „Riot“ wird bei ATR in verschiedenen Bedeutungen benutzt. Zum einen um einen tatsächlichen Aufstand zu beschreiben, zum anderen allerdings ist 'Riot' auch eine Metapher für ein radikales, schnelles Umdenken des Hörers, wenn er/sie mit der Musik konfrontiert wird. Wiederholt wurde aber in Interviews der Begriff 'Riot' auch angewandt, um die wilden Konzerte der Band zu beschreiben, bei denen es immer mal wieder vorkommt, dass das Publikum die Bühne euphorisch stürmt.
Im Jahre 1996 veröffentlichte Atari Teenage Riot mit der englischen Gruppe Asian Dub Foundation eine gemeinsame Single auf dem Label Damaged Goods, deren Einnahmen Satpal Ram gespendet wurden. Der Fall geriet in die Öffentlichkeit, da den britischen Gerichten Rassismus im Verfahren vorgeworfen wurde.
Seit 2010 ist eine offene Sympathisierung mit der Hacker-Gruppe Anonymous in den Liedern Black Flags, Re-Arrange Your Synapses und Codebreaker deutlich geworden. Atari Teenage Riot spricht sich grundsätzlich gegen jede staatliche Kontrolle des Internets aus. 2011 gab es das offizielle T-Shirt „Free The Internet From Government Control“. In dem Viral-Video für „Black Flags“ sind einige Anonymous-Aktivisten zu sehen, die ATR ihre Videoclips zur Verfügung gestellt haben. Auf der offiziellen Soundcloud von ATR konnten Anonymous-Aktivisten die Instrumental-Version von „Black Flags“ herunterladen. Somit tauchte der Song bei verschiedenen Anonymous-Statements im Internet auf. Die Anonymous-Gruppe „OP Blitzkrieg“ hackte diverse Neo-Nazi-Websites in Osteuropa und setzte den Song auf deren Startseite.
Im Frühling 2012 berichtete der Journalist Max Keiser in einer Nachrichtensendung beim Fernsehsender Russia Today über die Verhaftung verschiedener hochrangiger Anonymous-Hacker durch das FBI und erwähnte dabei einen Eklat zwischen Sony und Atari Teenage Riot. Sony hatte den Song "Black Flags„für einen Werbespot in den USA für das Produkt“PS Vita„lizenziert, ohne die Hintergründe des Songs zu kennen. Alec Empire spendete darauf die Einnahmen daraus dem Anonymous Legal Fund“Free Anons.org", einer amerikanischen Anwaltskanzlei, die minderjährige Hacker, die von Sony aufgrund von Urheberrechtsverletzungen auf Schadensersatz verklagt wurden, finanziell unterstützt.
Der Werbeclip lief trotzdem weiterhin parallel im amerikanischen Fernsehen.
Einige Wochen später wurde der Viral Video für „Black Flags“ für die MTV O Music Awards in Amerika in der Kategorie „Bester Protestsong des Jahres“ nominiert.
In der Juni-Ausgabe 2012 des englischen Magazins „Dazed & Confused“ interviewte Alec Empire den Hacker Anonymous AnonyOps über vier Seiten.
Alec Empire äußerte sich in einem Artikel zum Thema Urheberrecht im Rolling-Stone-Magazin sehr kritisch über die Piratenpartei: „Wir brauchen keinen Überwachungsstaat. Ich will nicht, dass meine Songs von Männern mit Gewehren verteidigt werden, denn darauf läuft es hinaus, wenn sie einen Jugendlichen wegen 'illegaler' Downloads vor Gericht zerren. Aber viel schlimmer ist es, wenn der Staat genau diese Männer mit ihren Gewehren einsetzt, um uns Kreativen das Recht zu nehmen, Geld zu verdienen. Das ist zum Beispiel das Ziel der deutschen Piratenpartei. Diese Denkweise führt früher oder später zu Bücherverbrennungen, oder die Kreativen ziehen sich zurück und hinterlassen eine Leere. Das Internet darf nicht staatlicher Kontrolle unterliegen!“
An diesem Zitat kann man auch sehen, warum ATR immer wieder das Wort „libertär“ „anarchistisch“ anhängt, denn ATR hat seit 1994 ihre Firma „Digital Hardcore Recordings“ in London gegründet, und kontrolliert seitdem die Verwertung ihrer Musik unabhängig und arbeiteten regelmäßig mit Major Labels (Phonogram, Elektra Records, Intercord etc.) und Indie Labels (Grand Royal, Beat Ink., Rough Trade, Dim Mak) zusammen, welche allerdings eher nur die Rolle eines Vertriebs übernehmen.
Die Musikerinnen bei Atari Teenage Riot waren hauptsächlich Hanin Elias und Nic Endo, allerdings auch Lisa B. Crack (Carl Cracks Schwester, die im Jahre 1997 bei den US-Touren mit Beck, The Roots, als auch bei ATRs Auftritt bei Rock Am Ring Hanin Elias ersetzte) oder die „Carolines“, zwei Musikerinnen, die 1996, während Hanin Elias’ Abwesenheit, die ersten US-Touren als auch Japan und Europa Konzerte absolvierten. Le-Tigre- / Bikini-Kill-Sängerin Kathleen Hanna trat auch mit ATR auf und ist auf dem dritten Studioalbum "60 Second Wipe Out„zu hören. Seit Beginn ist ein Bezug auf feministische Weltanschauungen festzustellen. Es ist immer wieder von der selbstbestimmten Rolle der Frau die Rede (zum Beispiel in Songs wie“Sex„,“Heatwave„,“Shadow Identity").
In Japan wurden bei Anti-Atom-Demonstrationen 2011 von Aktivisten die offiziellen Logos von Atari Teenage Riot in „Anti Tepco Riot“ umgeändert. Auf der CD "Riot In Japan" ist Alec Empire zu sehen, wie er ein Schild aus dem Publikum nimmt und hochhält.

## Rezeption
Das Magazin Wired schrieb, dass die „fehlerhaften“ Töne der Band, die beabsichtigte Imperfektion, eine neue Bedeutung in unserer Zeit bekämen. Alec Empire wird zitiert: „Von Musik bis zu Nuklearer Energie, Menschen verstehen Technologie als eine Religion und sagen ‚Das wird alle unsere Probleme lösen.‘ Ich bin sehr skeptisch, was das anbelangt.“

## Diskografie

### Offizielle Studioalben
- 1995: Delete Yourself (in Deutschland unter dem Namen „1995“ erschienen; Digital Hardcore Recordings)
- 1997: The Future of War (Digital Hardcore Recordings; indiziert)
- 1997: Burn! Berlin! Burn! (Grand Royal)
- 1999: 60 Second Wipe Out (Digital Hardcore Recordings, Beat Records (Japan), Festival Records (Australien); 2000 als Enhanced CD)
- 2011: Is This Hyperreal? (Digital Hardcore Recordings)
- 2014: Reset (Japan Edition Digital Hardcore Recordings / Beat Ink)
- 2015: Reset (European Edition Digital Hardcore Recordings / Rough Trade)

### Offizielle Live-Alben
- 1999: ATR: Live in Philadelphia (Digital Hardcore Recordings)
- 2000: Live at Brixton Academy (Digital Hardcore Recordings)
- 2012: Riot in Japan 2011 (Digital Hardcore Recordings)

### Singles
- 1992: Hetzjagd auf Nazis (Hunt down the Nazis)
- 1993: ATR (Promo, Vertigo; CD, Phonogram)
- 1993: Kids Are United (Phonogram)
- 1994: Raver Bashing / Together for Never (Riot Beats)
- 1995: Kids Are United / Start the Riot (Digital Hardcore Recordings)
- 1995: Kids Are United (EP, Digital Hardcore Recordings)
- 1995: Speed / Midijunkies (Digital Hardcore Recordings)
- 1996: Deutschland Has Gotta Die / Riot 1996 (Grand Royal)
- 1996: Not Your Business (EP, Grand Royal)
- 1997: Destroy 2000 Years of Culture (Digital Hardcore Recordings)
- 1997: Paranoid / Free Satpal Ram (Split-LP, Damaged Goods)
- 1997: Sick to Death E.P. (Digital Hardcore Recordings)
- 1998: Destroy 2000 Years of Culture - Australian Tour (EP, Digital Hardcore Recordings)
- 1999: Atari Teenage Riot II (EP, Digital Hardcore Recordings)
- 1999: Revolution Action (Digital Hardcore Recordings)
- 1999: Revolution Action / Digital Hardcore (MC, Digital Hardcore Recordings)
- 1999: Too Dead for Me (Digital Hardcore Recordings)
- 2000: Rage E.P. (Digital Hardcore Recordings)
- 2010: Activate (Digital Hardcore Recordings)
- 2011: Blood in My Eyes (Digital Hardcore Recordings)
- 2011: Black Flags (Digital Hardcore Recordings)
- 2012: Collapse of History (Digital Hardcore Recordings)
- 2014: Reset (Digital Hardcore Recordings)
- 2014: Modern Liars (Digital Hardcore Recordings)
- 2015: J1M1 (Digital Hardcore Recordings)

### Compilations
- 1997: Burn, Berlin, Burn! (Grand Royal; 2002 Digital Hardcore Recordings)
- 2002: Redefine the Enemy! (Digital Hardcore Recordings)
- 2006: Atari Teenage Riot (1992–2000) (Digital Hardcore Recordings)

### Soundtracks
- 1997: No Remorse (I Wanne Die!) – Spawn The Album
- 1998: Sex Law Penetration – Orgazmo
- 2006: Speed – The Fast and the Furious: Tokyo Drift Soundtrack

### DVD
- 2008: Atari Teenage Riot/Alec Empire – Video Works 1992–2008 (Digital Hardcore Recordings/Monitorpop Entertainment – auch als Limited Edition)

## Videos
- 1993: Speed (Regie: Philipp Virus)
- 1995: Kids Are United (Regie: Philipp Virus)
- 1997: Sick to Death (Regie: Philipp Virus)
- 1997: Destroy 2000 Years of Culture (Regie: Philipp Virus)
- 1997: Atari Teenage Riot (Regie: Philipp Virus)
- 1999: Revolution Action (Live-Version, Regie: Philipp Virus)
- 1999: Revolution Action (Reguläre Version, Regie: Andrea Giacobbe)
- 1999: Live in Berlin - 1. Mai 1999 (Regie: Philipp Virus)
- 2000: Too Dead for Me (Regie: John Hillcoat)
- 2000: Rage (Regie: Philipp Virus)
- 2010: Activate (Regie: Zan Lyons)
- 2011: Blood in My Eyes (Regie: Nic Endo)
- 2011: Black Flags (Regie: Alec Empire)
- 2012: Collapse of History (Regie: Metatoy Productions)
- 2014: Modern Liars (Regie: Rob McLellan)
- 2015: J1M1 (Regie: Daniel Sims)